# Pilar Produtos Alimentícios
A Pilar é um empresa brasileira de biscoitos e massas alimentícias.  Foi fundada em 1875, pelo imigrante português Luiz da Fonseca Oliveira, na cidade do Recife, em Pernambuco.
Em 1886, os biscoitos Pilar foram premiados com o diploma de mérito na Exposição Artístico-industrial promovida pela Imperial Sociedade de Artistas Mecânicos Liberais em Pernambuco. Em 1945, a instalação da primeira máquina automática para fabricação de macarrão veio a firmar a Pilar também na indústria de massas alimentícias.
Suas linhas de produção atuais incluem biscoitos salgados, biscoitos doces, biscoitos recheados, amanteigados, wafers, massas longas, massas curtas e talharim.
No ano de 2011, a Pilar foi comprada pela Vitarella, empresa do grupo M. Dias Branco.